# Anne-Christine Lang
Anne-Christine Lang (ur. 10 sierpnia 1961 w Mont-de-Marsan) – francuska polityk reprezentująca partię La République En Marche! W wyborach parlamentarnych w czerwcu 2017 r. została wybrana do francuskiego Zgromadzenia Narodowego, w którym reprezentuje departament Paryża.